# معركة آيلاو
كانت معركة آيلاو أو معركة برويش آيلاو التي وقعت في 7 و8 فبراير 1807، معركة دموية وغير حاسمة بين جيش نابليون الكبير والجيش الإمبراطوري الروسي تحت قيادة ليفين أوجست فون بينيجسن بالقرب من بلدة برويش آيلاو في بروسيا الشرقية. تلقى الروس تعزيزات في الوقت المناسب من التقسيم البروسي من جيش فون ليستوك في وقت متأخر من المعركة. تم تغيير اسم المدينة بعد عام 1945إلى باغريشنوفسك كجزء من منطقة كالينينغراد أوبلاست في روسيا. كانت هذه المعركة واحدة من المعارك التي دارت خلال حرب التحالف الرابع، وهي جزء من الحروب النابليونية.
دمرت جيوش نابليون في السابق جيش الإمبراطورية النمساوية في حملة أولم، والجيوش النمساوية والروسية مجتمعة في معركة أوسترليتز في 2 ديسمبر 1805. سحق نابليون جيوش مملكة بروسيا في 14 أكتوبر 1806 في معركة يينا-أويرشتيد وطارد البروسيين المتناثرين في برينزلاو، لوبيك، إرفورت، باسويك، ستيتين، ماغديبورغ وهاملين.
شن جيش بينيجسن الروسي هجومه في بروسيا الشرقية في أواخر شهر يناير متجهًا إلى الغرب. كان رد فعل نابليون من خلال شن هجوم مضاد على الشمال، أملًا في منع تراجعهم إلى الشرق. بعد أن استولى القوزاق على نسخة من أوامر نابليون، انسحب بينيجسن بسرعة إلى الشمال الشرقي لتجنب شق جيشه. استمر الفرنسيون في التقدم لعدة أيام حتى وجدوا الروس مهيئين للمعركة في آيلاو.
استولى الفرنسيون على القرية في أمسية شرسة بعد إحداث خسائر فادحة على كلا الجانبين. جلب اليوم التالي قتالًا أكثر خطورة. حيث فشل هجوم أمامي من قبل نابليون في وقت مبكر من المعركة، وتسبب في خسائر فادحة له. ولعكس الموقف، أرسل الإمبراطور كتيبة من الفرسان باتجاه الروس. وأعطى هذا الوقت الكافي للجناح الأيمن الفرنسي لإلقاء ثقله في المعركة. سرعان ما عاود الجناح الأيسر الروسي العودة بزاوية حادة وكان جيش بينيجسن تحت خطر الانهيار. وصل الفيلق البروسي متأخرا وأنقذ اليوم عن طريق دفع اليمين الفرنسي إلى التراجع. ظهر فيلق فرنسي على اليسار الفرنسي مع حلول الظلام. قرر بينيجسن في تلك الليلة التراجع تاركًا نابليون يستحوذ على ساحة معركة ثلجية مغطاة بآلاف القتلى والجرحى. كان آيلاو أول فحص جاد للجيش الكبير، وتسبب في هز أسطورة حصانة نابليون بشدة. ومع ذلك، فإن الفرنسيين سيستمرون ليكسبوا الحرب من خلال هزيمة الروس بشكل حاسم في 14 يونيو في معركة فريدلاند.

## مقدمة

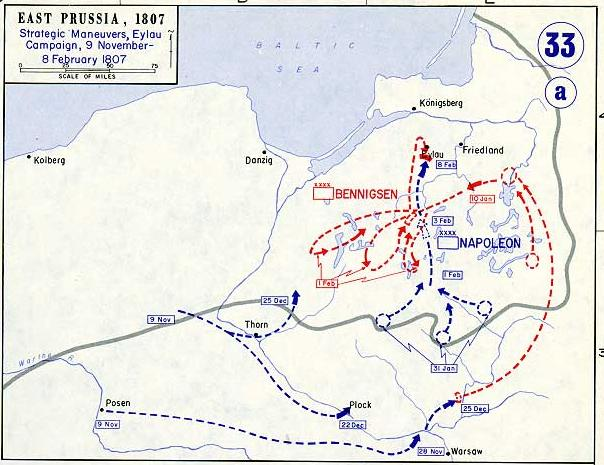
معركة آيلاو

مع هزيمة الجيش البروسي في يينا-أويرستيدت، احتل نابليون المدن الرئيسية في ألمانيا وسار شرقًا محاولًا ملاحقة بقية القوات المعارضة له. كان هؤلاء في الأغلب روس تحت قيادة المُشير كونت ميخائيل كامينسكي البالغ من العمر 68 عامًا. كان المُشير العجوز غير مستعدًا للمخاطرة بالمعركة واستمر في التراجع، تاركًا للجيش الكبير حرية الدخول إلى بولندا دون معارضة تقريبًا. ومع ذلك، عندما ضغط الفرنسيون بقوة باتجاه الشرق عبر فيستولا، وجدوا الروس يدافعون عن خط نهر وكرا. استولى الفرنسيون على معبر وكرا في 23 ديسمبر في معركة كزارنوو. سرعان ما زادت المقاومة الروسية، واشتبك الجيشان في 26 ديسمبر في معركتي بوتوسك وغويمين. استولت قوات نابليون بعد هذه الاشتباكات الشرسة على المباني الشتوية في بولندا من الأجل التعافي من حملة منتصرة ولكنها مرهقة.
حاول قائد الجيش الروسي الجديد ليفين أوغست فون بينيجسن في يناير 1807 مفاجأة الجناح الأيسر الفرنسي بنقل الجزء الأكبر من جيشه شمالًا من نوغرود إلى بروسيا الشرقية. بوجود فيلق بروسي على ميمنته، اصطدم أولاً بعناصر من الفيلق السادس للمُشير ميشال ناي، الذي كان قد عصى أوامر إمبراطوره وتقدّم إلى أقصى الشمال من معسكره الشتوي المعين له. بعد أن قضى على قوات ناي من طريقه، تخلص الروس من الفيلق الفرنسي المعزول تحت قيادة المُشير جان بابتيست برنادوت. سمح القتال العنيف الذي دار في معركة مهرونجن لفيلق برنادوت بالفرار من أضرار جسيمة والتراجع إلى الجنوب الغربي. رأى نابليون بفضل إبداعه المعتاد فرصة لتحويل الوضع إلى مصلحته الخاصة. وأمر برنادوت بالانسحاب من أمام قوات بينيجسن، وأمر قلب الجيش الكبير بالهجوم شمالًا. قد تطوق هذه المناورة الجناح الأيسر للجيش الروسي وتقطع الطريق أمام انسحابه إلى الشرق. استولت مجموعة من القوزاق بضربة حظ على رسول يحمل خطط نابليون إلى برنادوت والذي أرسل المعلومات بدوره بسرعة إلى الجنرال بيوتر باغريشن. بقي بيرنادوت غير مدرك في حين أمر بنيجسن المدرك للأمر بالانسحاب شرقًا إلى جونكو على الفور لتجنب الفخ.
بينما يقوم بينيجسن بتجميع جيشه على عجل في جونكوو، وصلت عناصر فيلق المُشير نيكولاس سولت الرابع إلى موقع في مؤخرة جيشه اليسرى في 3 فبراير. اشتبك في ذلك اليوم قائد الفرقة جان فرانسوا ليفال مع الفرقة الرابعة عشرة للجنرال نيكولاي كامينسكي في بيرجفريد (بيركويدا) على نهر آل (أينا) الذي يتدفق شمالًا إلى حد ما في هذه المنطقة. أفاد الفرنسيون عن 306 وفاة في صفوفهم وادعوا إلحاق 1100 وفاة من أعدائهم. بعد الاستيلاء على ألنشتاين (أولشتين)، انتقل سولت شمالًا إلى الضفة الشرقية من نهر آل. هدد نابليون في الوقت نفسه بينيجسن من الجنوب بقوات المارشال بيير أوجيرو السابعة وقوات ني. استحوذ كامينسكي على الضفة الغربية بأربع كتائب روسية وثلاث بطاريات مدفعية بروسية. استرجع الفرنسيون القرية والجسر بعد الهجوم الأولي على بيرجفريد. استعاد الروس الجسر لفترة وجيزة بعد هجوم مضاد. ظل الفرنسيون مستحوذين على ساحة القتال في تلك الليلة وادعى سولت أنه عثر على 800 قتيل روسي هناك. تراجع بينيجسن شمالاً مباشرة إلى وولفسدورف (ويلكزوو) بعد مسيره ليلًا في الرابعة. ثم عاد إلى الشمال الشرقي في اليوم التالي، ووصل إلى بورغسفالده في طريقه إلى لاندسبيرج.
كان الجيش الروسي في حالة تراجع تام بحلول أوائل فبراير، وتابعه الفرنسيون بلا هوادة. قرر بينيجسن العودة إلى بلدة برويش-آيلاو والعسكرة هناك بعد عدة محاولات فاشلة للتوقف والقتال. سمح نابليون أثناء المطاردة التي ربما تأثرت بالحالة الرهيبة للطرق البولندية، والطقس الشتوي القارس والسهولة النسبية التي تعاملت بها قواته مع بروسيا، لقائد الجيش الكبير أن ينتشر أكثر مما كانت عليه العادة. بينما في المقابل كانت قوات بينيجسن متمركزة بالفعل.

## اليوم الأول
كان فيلق المُشير سولت الرابع وفرسان المُشير مراد أول تشكيلات فرنسية تصل إلى الهضبة المقابلة لآيلاو نحو الساعة الثانية ظهرًا من يوم 7. احتل الحرس الخلفي الروسي بقيادة الأمير باغريشن مواقع على الهضبة التي تقع على بعد ميل من آيلاو. هاجم الفرنسيون هذه المواقع على الفور وتعرضوا للصد. كانت أوامر باغريشن هي مقابلتهم بمقاومة شديدة من أجل كسب الوقت الكافي لمرور مدفعية بينيجسن الثقيلة عبر آيلاو والانضمام إلى الجيش الروسي في موقعه خارج آيلاو. تم تعزيز الفرنسيين خلال فترة ما بعد الظهر بسلاح المُشير أوجيرو والحرس الإمبراطوري، ما أعطاه قوة قوامها نحو 45000 جندي. أجرى باغريشن تراجعًا منظمًا للانضمام إلى الجيش الرئيسي تحت ضغط قوات متفوقة بشكل كبير. غُطي هذا التراجع بواسطة كتيبة أخرى من الحرس الخلفي في آيلاو بقيادة باركلي دي تولي.